# Uncaria yunnanensis
Uncaria yunnanensis är en måreväxtart som beskrevs av K.C.Hsia. Uncaria yunnanensis ingår i släktet Uncaria och familjen måreväxter. Inga underarter finns listade i Catalogue of Life.